# Fagonia chilensis
Fagonia chilensis är en pockenholtsväxtart som beskrevs av Hooker & Arnott. Fagonia chilensis ingår i släktet Fagonia och familjen pockenholtsväxter. Inga underarter finns listade i Catalogue of Life.